# Aliens - Scontro finale (romanzo)
Aliens - Scontro finale è un romanzo fantascientifico del 1986 di Alan Dean Foster, trasposizione letteraria del film omonimo di James Cameron.

## Trama
Dopo aver vagato nello spazio per 57 anni, Ellen Ripley, unica superstite dell'astronave Nostromo, viene recuperata da una squadra di salvataggio. Mandata a processo per aver distrutto l'astronave e il suo carico, la donna racconta ad una commissione d'inchiesta quanto accaduto all'equipaggio della Nostromo subito dopo essere atterrati sul pianeta LV-426. La commissione però non le crede e Ripley viene condannata e degradata.
Quando i contatti con un gruppo di coloni sull'LV-426 si interrompono la Compagnia chiede a Ripley di partecipare ad una spedizione di soccorso. La donna accetta e si ritrova a vivere un incubo peggiore di quello vissuto in precedenza.

## Differenze col film
La novelization di Alien conteneva numerose differenze rispetto al film da cui era tratta. Tuttavia, queste differenze sono ignorate nella novelization di Aliens ed il libro segue invece gli eventi come si sono verificati nel primo film. Le scene aggiunte nell'Edizione Speciale di Aliens sono tutte presenti nel romanzo in quanto sono state tagliate poco prima dell'uscita del film nei cinema.
- Sulla Stazione Gateway, Ripley si sveglia in una foresta pluviale tropicale prima di rendersi conto che è solo un ologramma che viene proiettato all'interno della sua stanza d'ospedale.[1] Inoltre Ripley riconosce la stazione spaziale, mentre nel film essa è stata costruita durante il periodo di tempo in cui lei ha vagato nello spazio.[2]
- Burke racconta a Ripley che la figlia Amanda è morta di cancro.[3]
- Durante la commissione d'inchiesta Ripley insiste sul fatto che la mancanza di dati relativi all'alieno sulla scatola nera della Narcissus è la prova che qualcuno ha manomesso il dispositivo.[4] Mentre i membri della commissione decidono del suo destino, Ripley è fatta aspettare fuori e Burke le acquista del caffè e delle ciambelle.[5]
- Nel romanzo Van Leuwen dice a Ripley che l'LV-426 è ora noto col nome Acheron. Nel film invece il nome del pianeta è e rimane LV-426.
- Nel film Newt ha circa 12 anni di età[6], mentre nel romanzo ha solo sei anni.[7]
- Nel film Ripley prosegue la sua vita dopo la sospensione del suo status di volo, nonostante sia tormentata da incubi ricorrenti. Invece nel romanzo diventa significativamente depressa e introversa e vive in un appartamento squallido colmo di lavanderia e piatti sporchi.[8] Inoltre è abbastanza scortese con Burke e Gorman quando si recano a trovarla. Inoltre nel romanzo è specificato che l'appartamento di Ripley si trova sulla Terra[9] mentre nel film il luogo non è specificato.
- Bishop è sveglio mentre la USS Sulaco è in viaggio e supervisiona le operazioni automatizzate della nave.[10] Nel film, invece, dorme insieme agli altri.
- Nel romanzo Hudson è un Caporale.[11]
- Ripley si rende conto che Bishop è un androide subito dopo che si sveglia quando nota un numero di identificazione stampato sulla sua mano ma non si scontra con lui fino a quando non stanno facendo colazione nella mensa.[12] La scena del film dove Bishop gioca col coltello non è presente nel libro.
- L'elevatore è un veicolo a forma di "elefante" a quattro zampe anziché un esoscheletro umanoide.[13]
- All'inizio è chiaro che Burke e Gorman non credono che la mancata comunicazione con Hadley's Hope sia un semplice problema di ricezione, informazione che non condividono apertamente con gli altri marine coloniali, possibilmente suggerendo che essi stanno operando per loro fini (o, più precisamente, per un fine di Burke).[14] In seguito viene confermato che Burke assunse Gorman, essendo privo di esperienza, come capo della missione.[15]
- Il mezzo blindato ha sei ruote anziché quattro.[14]
- L'armatura USCM è più voluminosa e simile a una tuta, ed include uno zaino e un visore sul viso.[16] In aggiunta, i civili indossano anche delle tute ambientali su Acheron per fronteggiare il freddo e il clima impervio.[17]
- La navetta non precipita sul pianeta ad alta velocità come nel film. Invece lascia la Sulaco dolcemente e atterra sulla superficie come una navicella spaziale ordinaria.[18]
- Ci sono più di trenta processori atmosferici sparpagliati per Acheron, al contrario del solo dispositivo nella colonia del film.[19]
- I marine scoprono che il meccanismo di chiusura principale della colonia era stato bloccato da fuori attraverso due trattori.[20] All'interno del complesso molte stanze sono incenerite, presumibilmente per mano dei coloni, nel tentativo di bruciare gli xenomorfi; inoltre i soldati trovano anche macchie di sangue sui muri.[21]
- Sebbene il romanzo funga da seguito alla versione cinematografica di Alien piuttosto che alla sua novelization, è presente un riferimento alla scena tagliata dal film (ma inclusa nel libro) in cui Ripley scopre Dallas e Brett avvolti nei bozzoli nella Nostromo.[22]
- La struttura del nido comprende tutti i tipi di detriti provenienti dalla colonia, comprese le ossa umane dei coloni.[23] Nel romanzo diversi coloni sono ancora vivi al suo interno mentre nel film è mostrata viva solo una donna. Alcuni di loro hanno gli arti rotti per consentire loro di essere modellati nelle pareti del nido e molti dei coloni morti sono stati apparentemente mangiati dagli xenomorfi.[24]
- L'agguato nel nido contiene diverse differenze: la maggiore è che le munizioni confiscate non esplodono e, invece di essere ucciso dall'esplosione, Crowe viene trascinato via vivo per essere un ospite per un chestburster.[25] Apone viene ucciso di fronte a tutti, non prima di avere consegnato munizioni del fucile a impulso agli altri marine, dando loro una possibilità di difendersi.[26] Durante la fuga Gorman viene attaccato da uno xenomorfo aggrappato alla carrozzeria del mezzo blindato che lo punge e lo paralizza con la sua coda, anziché essere messo al tappeto da casse che cadono nel mezzo blindato.[27] Hicks prende il controllo della torretta montata sul mezzo blindato e lo usa per uccidere lo xenomorfo responsabile.[27]
- Nella discussione sul da farsi a bordo del mezzo blindato a seguito dell'agguato, Burke prova a lungo a convincere Ripley a non sterminare gli xenomorfi, approfondendo il loro valore scientifico e cosa questa scoperta porterebbe a lui e a Ripley in ottica finanziaria se li consegnassero alla Weyland-Yutani .[28]
- Quando Ripley mette Newt a letto nel laboratorio, il romanzo brevemente menziona che Ripley era sposata con il padre di Amanda, ma che divorziò da lui non appena la bambina nacque.[29] Newt esplicitamente chiede a Ripley se può essere sua madre adottiva[30]
- Bishop paragona la gerarchia degli Xenomorfi a quella delle formiche o delle termiti e teorizza l'esistenza di una regina.[31] Un dialogo simile è presente dell'Edizione Speciale del film ma è Hudson a farlo e non Bishop. Inoltre, Bishop propone che la Pappa Reale possa svolgere un ruolo nella creazione di una regina nell'uovo.[32]
- Bishop rivela che il cablaggio danneggiato, che non consente ai sopravvissuti di contattare la Sulaco, usando la torre di collegamento, è stato tagliato durante la battaglia con gli xenomorfi, presumibilmente nelle prime fasi dell'infezione, rivelando così come mai la colonia non chiese mai aiuto.[33]
- I sopravvissuti sentono gli xenomorfi rompere la porta blindata dopo aver travolto le prime torrette mitragliatrici, così segnalando che le creature sono ora all'interno del complesso.[34] Questa scena è stata filmata per il film ma fu alla fine rimossa da entrambe le pellicole (Theatrical cut e l'Edizione Speciale).
- Mentre striscia nei condotti verso la torre di comunicazione della colonia, Bishop vede uno xenomorfo attraverso un buco nel lato della tubatura. L'alieno inizialmente si scaglia contro di lui; tuttavia, quando Bishop si immobilizza, la creatura perde interesse.[35] L'androide successivamente teorizza che il movimento e la forma del corpo umano può essere ciò che gli xenomorfi usano per individuare la loro preda.
- Durante l'assalto al centro operativo, i marine usano dei lanciafiamme per reprimere l'attacco, dove invece nel film usano solo i fucili a impulso.[36] Come risultato il sistema antincendio si attiva, aggiungendosi al caos generale. Quando Hudson viene trascinato nel pavimento, è rapito così velocemente che gli altri non hanno nemmeno la possibilità di provare a salvarlo. Hicks spara un colpo di fucile nel buco sperando di uccidere Hudson affinché non possa essere catturato vivo.[37]
- Burke viene punto e paralizzato dall'alieno che lo attacca, come avvenne con Gorman.[38]
- I sopravvissuti che lasciano il centro operativo vengono intrappolati da due gruppi di xenomorfi nei condotti di ventilazione: Hicks taglia la parete del condotto per poter sfociare in un condotto adiacente ed aprire una via di fuga.[39]
- Quando Newt cade nelle fogne, Ripley si tuffa a cercarla ma finisce in una differente parte del complesso fognario.[40]
- Mentre cerca Newt nel nido, Ripley trova Burke imbozzolato e infettato da un Chestburster e gli consegna una granata per suicidarsi prima che la creatura fuoriesca.[41] Questa è una scena che venne filmata ma tagliata da tutte le versioni del film.
- La regina è accudita da piccoli enomorfi albini chiamati "Droni". Queste creature spostano le uova nel nido dopo che la regina le ha deposte ed ignorano completamente Ripley.[42]
- Nel romanzo Ripley, subito dopo aver liberato Newt dal bozzolo, si mette ad incendiare le uova con il lanciafiamme e a sparare contro gli xenomorfi che le vanno incontro. E solo dopo vede la Regina.[43] Nel film, invece, Ripley "tratta" con la Regina affinché essa non ordini a due Xenomorfi di attaccarla e solo quando è certa di essere al sicuro inizia ad incenerire le uova e a sparare agli alieni.
- Per uscire dal nido Ripley utilizza le scale perché l'ascensore impiega troppo tempo per raggiungerla.[44] Nel film Ripley sta per usare una scala ma l'arrivo della Regina la costringe a prendere l'ascensore.
- Quando si trova sulla pista di atterraggio deserta e con la Regina alle sue spalle, Ripley scavalca la ringhiera con l'intenzione di gettarsi nel vuoto insieme a Newt piuttosto che affrontare l'ira dell'alieno.[45]
- Lo scontro finale con la Regina a bordo della Sulaco è un po' differente. La Regina in realtà sconfigge Ripley nell'elevatore, paralizzando la macchina e rendendola inutilizzabile. Tuttavia, mentre si arrampica sul relitto per arrivare a Ripley nella cabina di guida, cade all'indietro trascinando l'elevatore con sé dentro il pozzo della camera di compensazione.[46] Schiacciata dal macchinario, la Regina inizia a perdere sangue acido il quale, finendo sui portelli della camera di compensazione, provoca delle aperture dalle quali inizia a penetrare aria. Ripley scappa di corsa e dopo aver chiuso le porte interne della camera d'equilibrio si mette a guardare da un oblò il portello esterno cedere e la regina venire aspirata nello spazio.[47] Inoltre la regina precipita sul pianeta anziché andare alla deriva nello spazio come mostrato nel film.[47]

## Edizioni
Tutte le edizioni italiane usano la traduzione di Roberto C. Sonaglia.
- 1986 - Sonzogno (I Romanzi Sonzogno)
- 1986 - Gruppo editoriale Fabbri
- 1987 - Euroclub
- 1992 - Fabbri Editori (Narrativa contemporanea)